# Ostapivka, Lubnî
Ostapivka (în ucraineană Остапівка) este localitatea de reședință a comunei Ostapivka din raionul Lubnî, regiunea Poltava, Ucraina.

## Demografie
Componența lingvistică a localității Ostapivka
     Ucraineană (98,9%)
     Alte limbi (0,88%)
Conform recensământului din 2001, majoritatea populației localității Ostapivka era vorbitoare de ucraineană (98,9%), existând în minoritate și vorbitori de alte limbi.